# Fannia pamplonae
Fannia pamplonae är en tvåvingeart som beskrevs av Márcia Souto Couri och Paulo Agostinho de Matos Araujo 1989. Fannia pamplonae ingår i släktet Fannia och familjen takdansflugor. Inga underarter finns listade i Catalogue of Life.